# Carlo Franchi (skladatel)
Carlo Franchi také de Franchi, de Franchis nebo de Franco (cca 1743? – po roce 1779?) byl italský hudební skladatel známý svými buffo operami.
Patřil k neapolské skladatelské škole a je tedy pravděpodobné, že se narodil v blízkosti Neapole. V Neapoli také v roce 1765 měla premiéru jeho první opera La vedova capricciosa. Další jeho díla byla uvedena v Římě, Benátkách, Mantově, Turínu a Florencii. Mimo Itálii také v Drážďanech a Lisabonu.
Jeho intermezzo Il barone di Rocca Antica napsané společně s Pasquale Anfossim bylo významné pro další vývoj žánru opera buffa.

## Opery
- La vedova capricciosa, commedia per musica (Neapol, Nuovo, 1765)
- Ifigenia in Aulide, (Řím, Argentina, 1766)
- La clemenza di Tito, (Řím, Argentina, 1766)
- Arsace, dramma per musica (Benátky, Teatro San Benedetto, 1768)
- La pittrice, intermezzo (Řím, Pace, 1768)
- Il gran Cidde Rodrigo, dramma per musica (Turín, Teatro Regio, 1768)
- La contadina fedele, intermezzo (Řím, Valle, 1769)
- Il tronfio della costanza, opera semiseria (Turín, Carignano 1769)
- Le astuzie di Rosina e Burlotto, dramma giocoso (Perugia, Leon d'Oro, 1770)
- Siroe, re di Persia, dramma per musica (Řím, Argentina, 1770)
- La pastorella incognita, (Neapol, Teatro Fiorentini, 1770)
- Il barone di Rocca Antica, intermezzo (pouze 1. jednání, Řím, Valle, 1771)
- La semplice, intermezzo, (Řím, Valle, 1772)
- Farnace, dramma (Řím, Dame, 1772)
- La finta zingara per amore, farsa (Řím, Tordinona, 1774) patrně revize opery Il barone di Rocca Antica
- I tre amanti ridicoli, (Mantova, Ducale, 1779)